# Waldecker Bergbahn

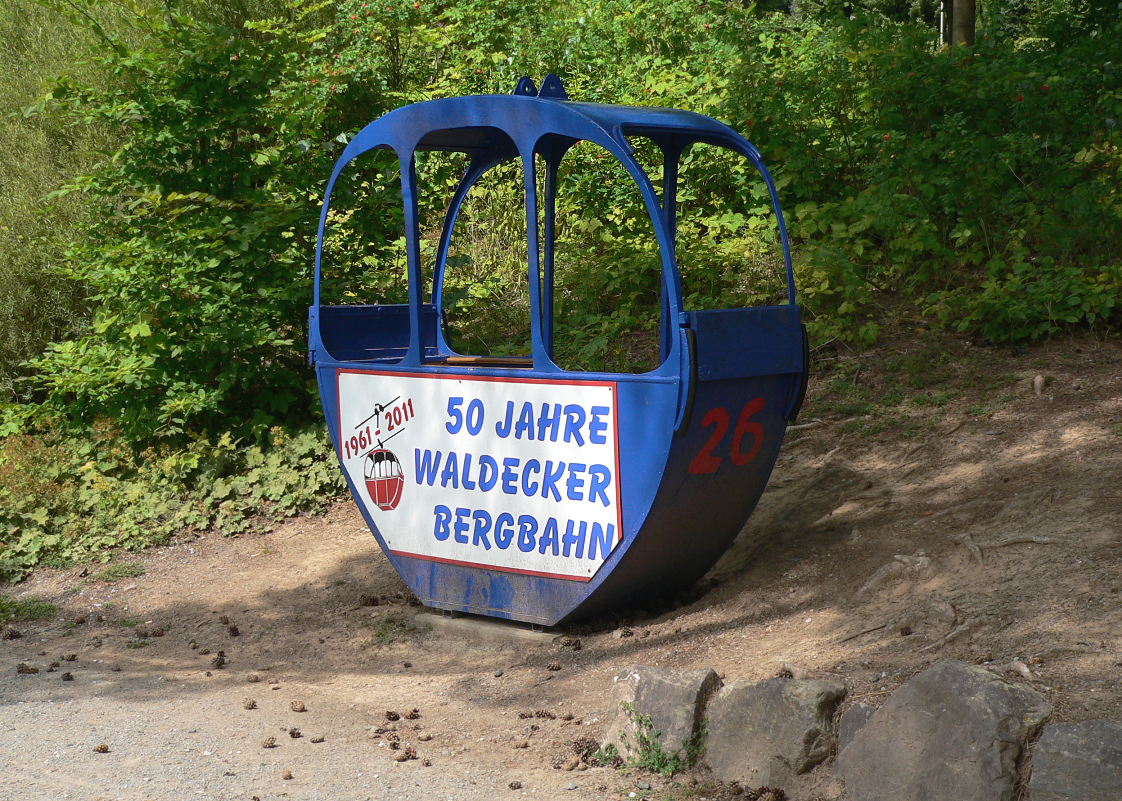
Ausgestellte Gondel an der Strandpromenade des Edersee

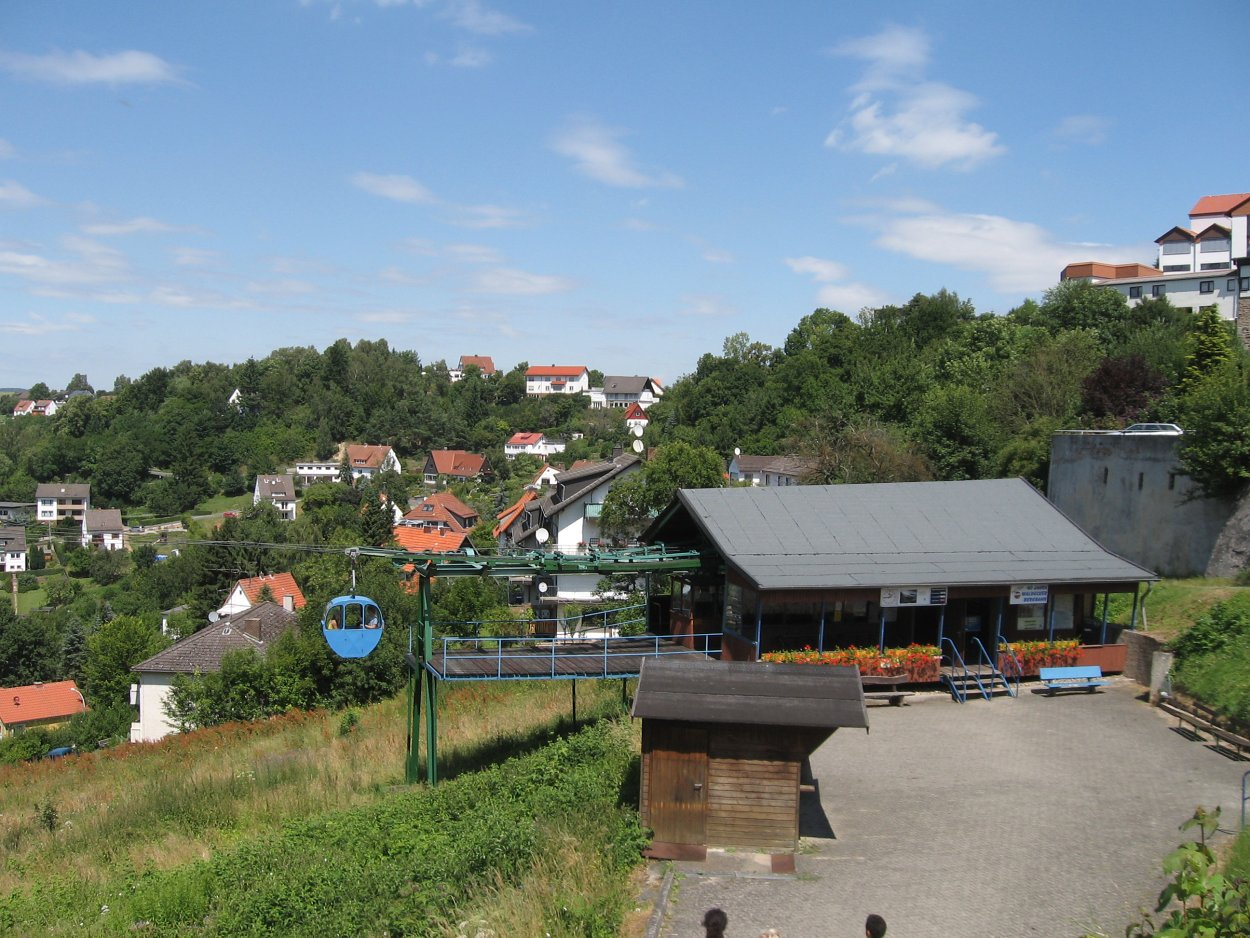
Bergstation der Gondelbahn

Die Waldecker Bergbahn (eigentlich Schlossbahn Waldeck) ist eine 1961 von dem Kölner Unternehmen Pohlig AG erbaute Kleinkabinenbahn in Waldeck am Edersee in Nordhessen.

## Beschreibung
Die Gondelbahn hat eine Länge von 650 Metern und überwindet in ihrem Verlauf eine Höhendifferenz von 120 Metern. Die Bergstation befindet sich auf dem Schlossberg zwischen Schloss Waldeck und Stadt Waldeck. Die Talstation befindet sich am westlichen Fuß des Schlossbergs an der Landesstraße L 3256 nahe des Übergangs der Straßenbezeichnung Abelauf/Seestraße knapp 300 m vom Ederseeufer entfernt.
Das Seil hat einen Durchmesser von 24 Millimetern. Die Bergbahn hat sechs Stützen und 28 Zweipersonenkabinen. Daneben existieren Spezialgondeln für den Fahrradtransport. Es können 720 Personen pro Stunde befördert werden.

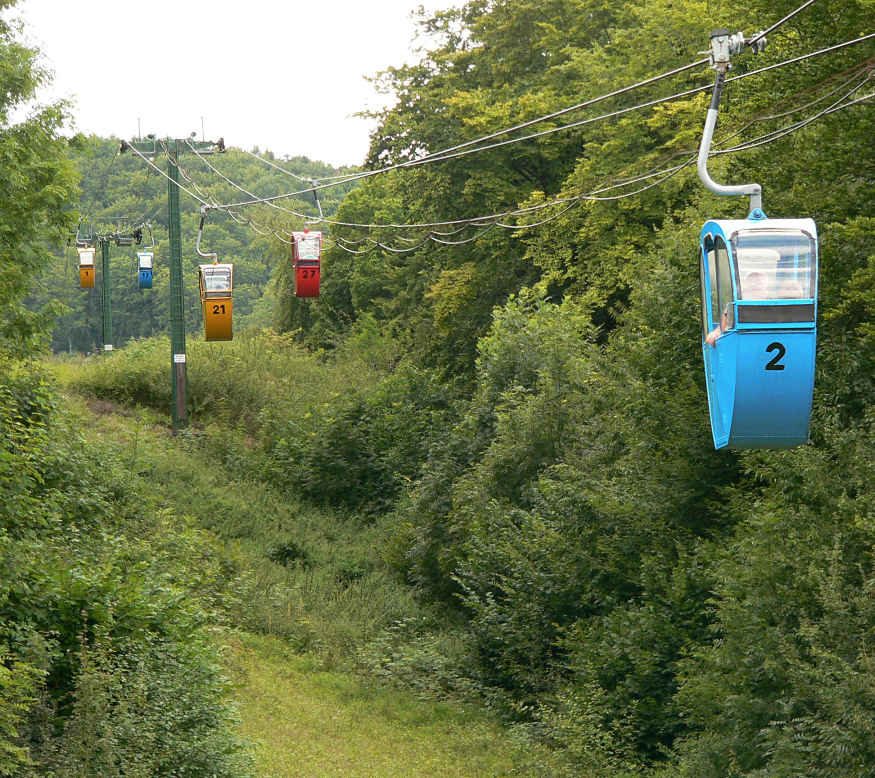
Gondel auf der Strecke
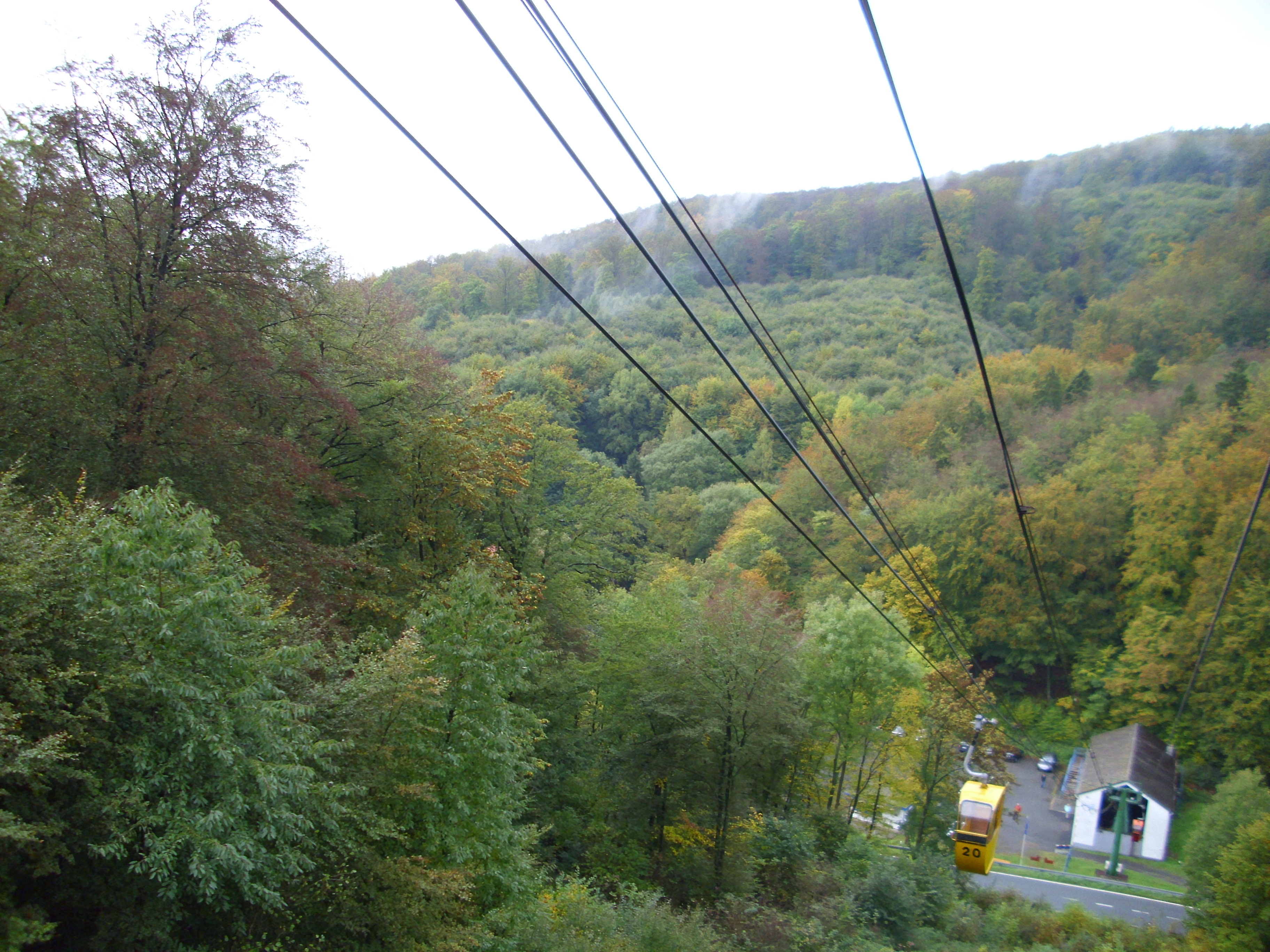
Blick aus einer Gondel auf die Talstation
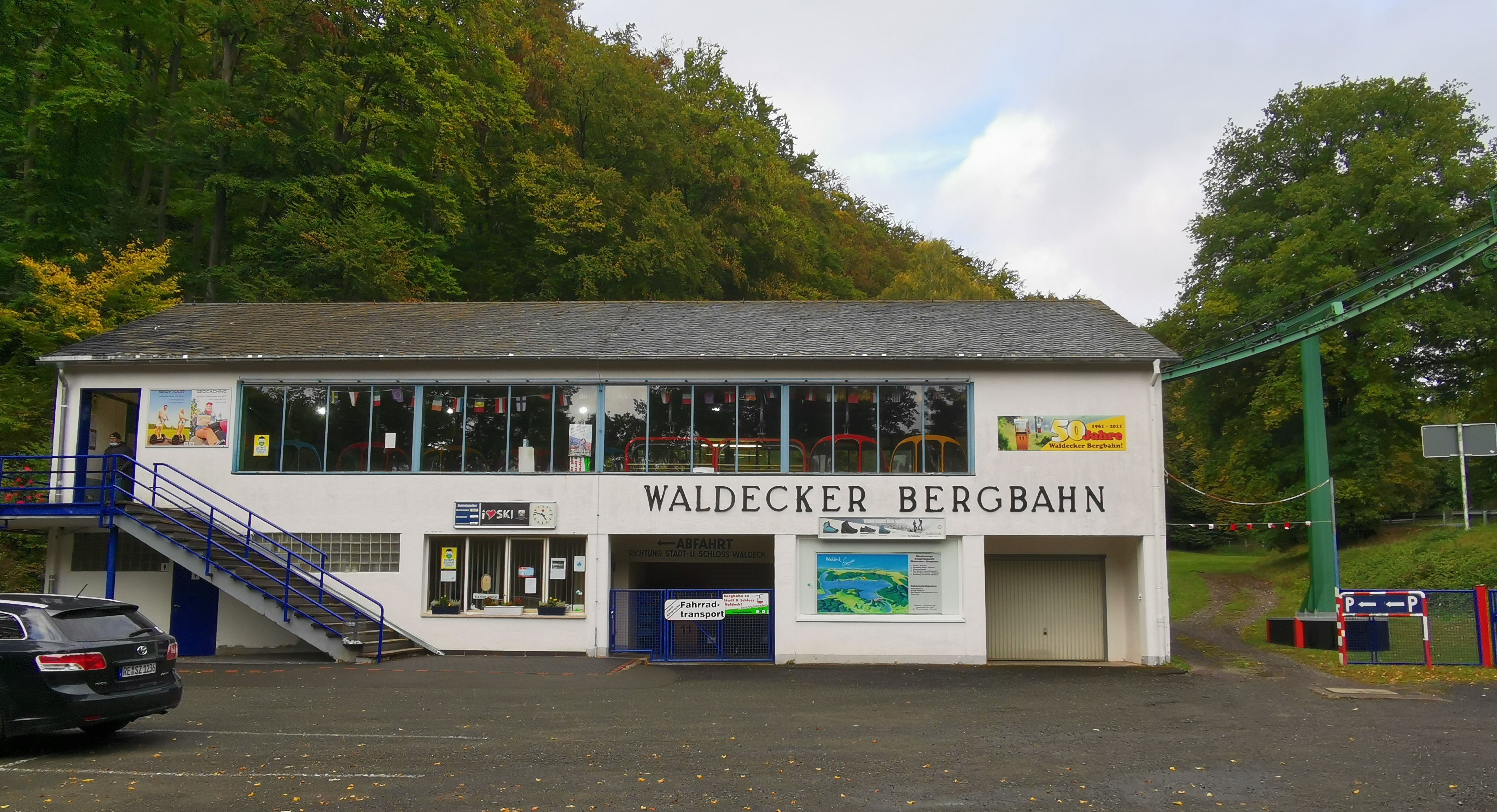
Talstation

## Geplanter Ersatzbau
Im Jahr 2020 stellten Investoren einen möglichen Ersatzbau vor. Die neue Seilbahn sollte auf einer anderen Trasse 1,2 km vom Schiffsanleger Waldeck westlich an Burg Waldeck bis in den Ort Waldeck verlaufen. Der Umstieg zwischen Schiff und Seilbahn wäre vereinfacht und man hätte einen guten Blick auf Burg und Staumauer gehabt. Allerdings müsste eine Stütze im Nationalpark-Gebiet gebaut werden. Dafür fehlte der Rückhalt bei der Bevölkerung und den politischen Gremien, um eine Ausnahmegenehmigung zu erhalten. Das Projekt wurde nicht realisiert.

## Betriebseinstellung 2024

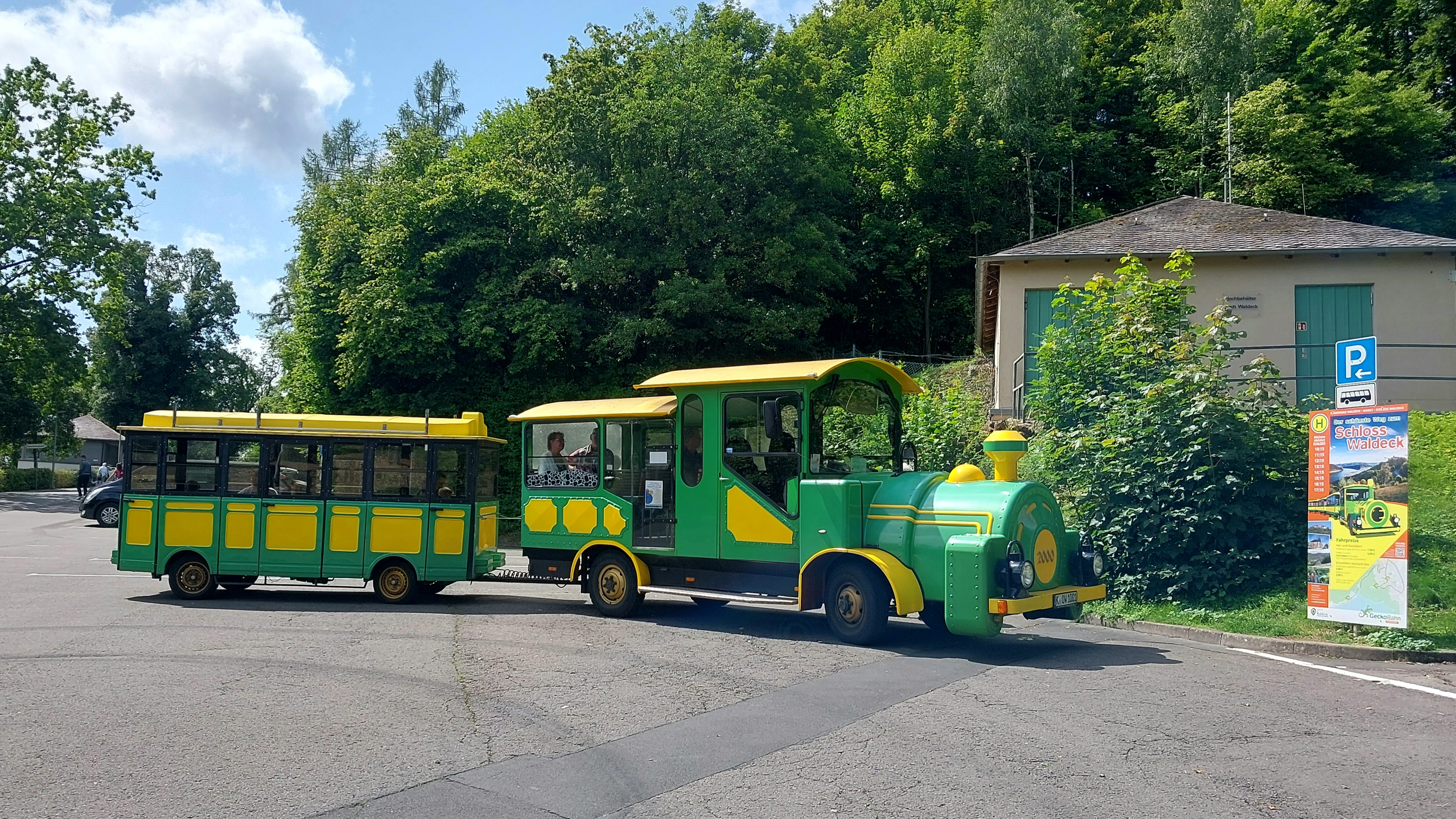
Wegebahn am Schloss Waldeck als Ersatz für die Seilbahn im August 2025

Anfang 2024 wurde der Betrieb der Bahn eingestellt, eigenen Angaben zufolge nur vorübergehend wegen eines Betreiberwechsels. Dafür wurde im Mai 2024 ersatzweise eine „Bimmelbahn“ zwischen dem Ort Waldeck und dem Schloss Waldeck in Betrieb genommen. Hierbei handelt es sich um eine Wegebahn. Das Angebot wurde nur von halb so vielen Fahrgästen angenommen wie erhofft. In der Saison 2025 wurde der Seilbahnbetrieb erneut nicht aufgenommen, sondern auf die Wegebahn gesetzt.